# Bidania-Goiatz
Bidania-Goiatz (baskisch und offiziell; spanisch Bidegoyan) ist ein Ort und eine Gemeinde (Municipio) in der Provinz Gipuzkoa im spanischen Baskenland. Sie hat 532 Einwohner (Stand: 2024).
1964 entstand die Gemeinde aus dem Zusammenschluss von Bidania und Goiatz.

## Geografie
Bidania-Goiatz liegt etwa 24 Kilometer südsüdwestlich von der Provinzhauptstadt Donostia-San Sebastián in einer Höhe von ca. 485 m. 

## Bevölkerungsentwicklung
| 1970 | 1981 | 1991 | 2001 | 2011 | 2021 |
| ---- | ---- | ---- | ---- | ---- | ---- |
| 731  | 524  | 441  | 418  | 533  | 534  |

## Sehenswürdigkeiten
- Bartholomäuskirche (Iglesia de San Bartolomé) in Bidania
- Kirche Mariä Himmelfahrt (Iglesia de Santa María la Ascención) in Goiatz
- Agathenkapelle

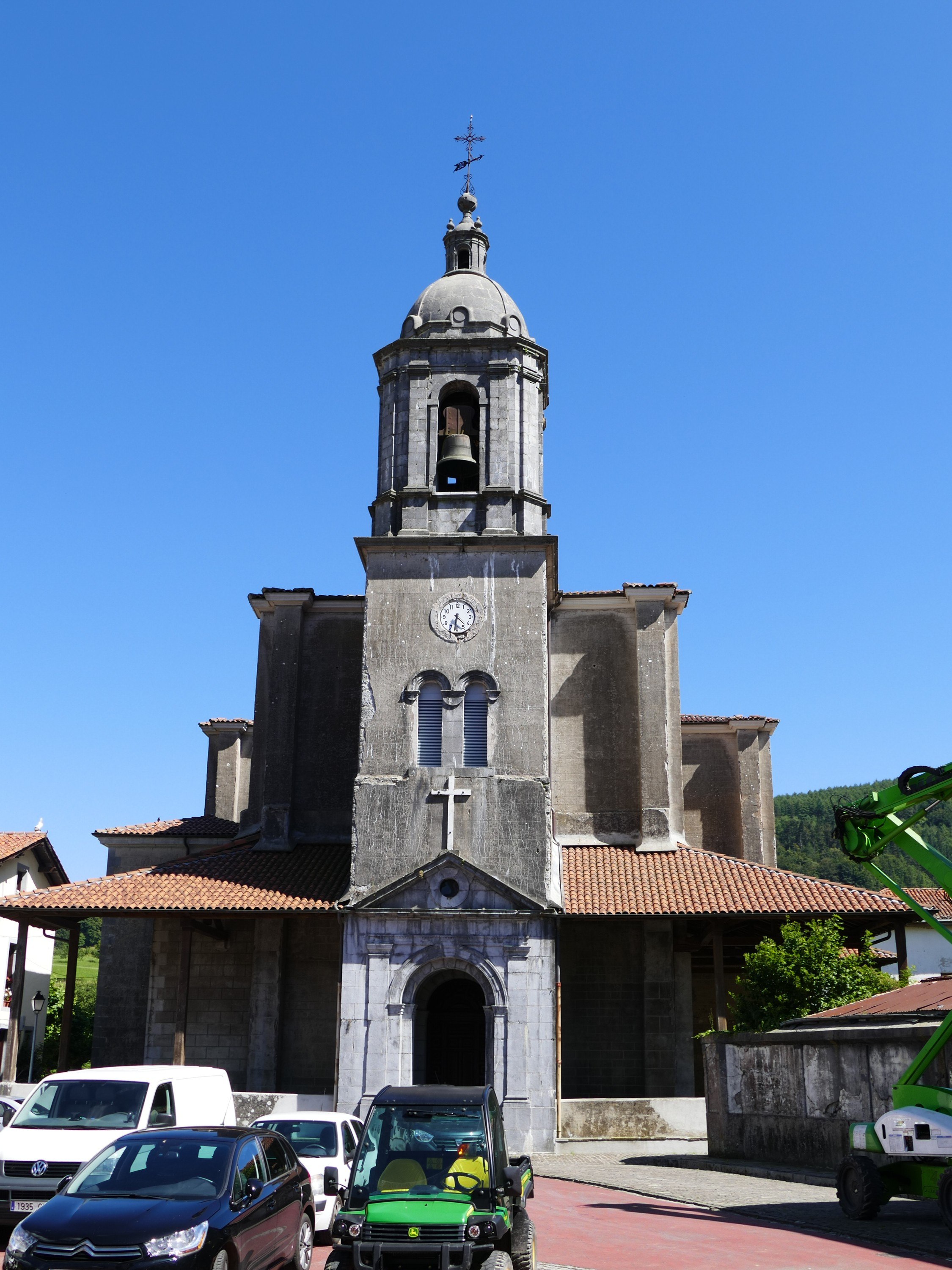
Bartholomäuskirche
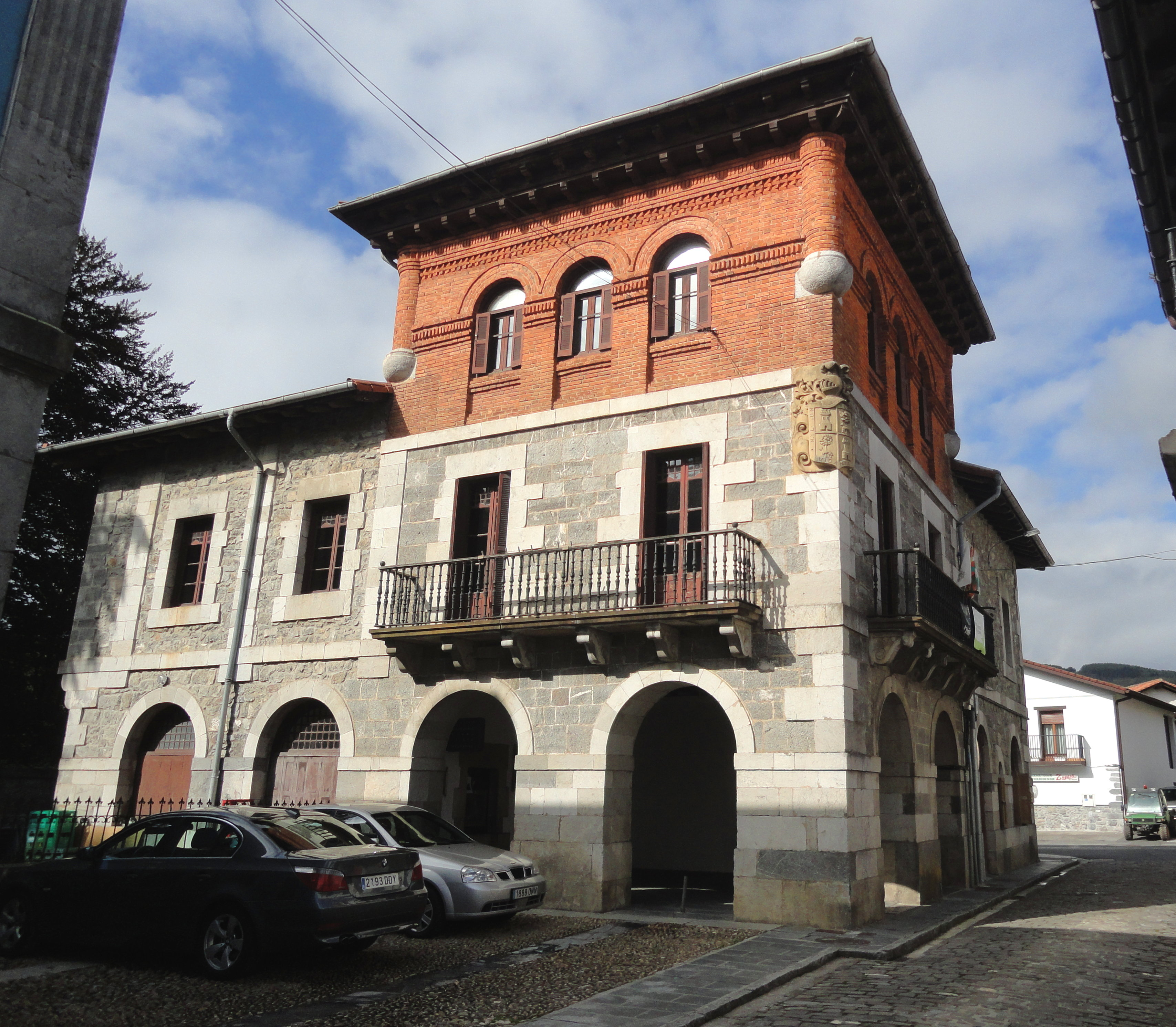
Rathaus

## Persönlichkeiten
- Lorenzo Bereciartúa y Balerdi (1895–1968), Bischof von Sigüenza-Guadalajara (1955–1963) und Bischof von San Sebastián (1963–1968)